# Josh Aronson
Josh J. Aronson ist ein US-amerikanischer Filmregisseur, Filmproduzent, Drehbuchautor und Kameramann.

## Leben
Josh Aronson studierte Film an der Film School der New York University, Piano an der Interlochen Music Academy, sowie an der Columbia University, an der er einen Bachelor of Arts in English und Musik erlangte. Er nahm Schauspielunterricht bei Stella Adler und Ivan Kronenfeld sowie Regieunterricht am AFI Conservatory sowie bei Mark Travis.
Er arbeitete zunächst freischaffend als Fotograf, unter anderem für Time Life und wandte sich dann dem Filmemachen zu. Er führte in den 1980er und 1990er Jahren Regie bei Musikvideos für Bands wie John Cafferty and the Beaver Brown Band oder die New-Wave-Gruppe Face to Face, bei Fernsehsendungen und Specials sowie bei über 500 Werbespots. Seit 1999 produziert er vor allem Dokumentarfilme.
Sein erster Dokumentarfilm Sound and Fury thematisierte den Umgang zweier Familien mit dem Hörverlust ihrer Kinder. Ein Cochlea-Implantat würde den Kindern das Hören ermöglichen, sie allerdings um deren etablierte Rolle in der Gehörlosenkultur bringen. Der Film brachte Aronson und Produzent Roger Weisberg bei der Oscarverleihung 2001 eine Nominierung für den Oscar in der Kategorie Bester Dokumentarfilm ein.
In The Opposite Sex: Rene’s Story und The Opposite Sex: Jamie’s Story dokumentierte Aronson das Leben zweier transgeschlechtlicher Personen, die sich eventuell für eine Geschlechtsumwandlung entscheiden möchten. Später produzierte er die Musikdokumentarfilme Feelin’ No Pain und Playing for Real. In Beautiful Daughters zeigte Aronson 2006 die Entstehung der ersten rein transsexuellen Inszenierung von Eve Enslers Theaterstück Die Vagina-Monologe. Mit Sound and Fury: Six Years Later entstand im gleichen Jahr eine Fortsetzung zu seinem ersten Dokumentarfilm.
2008 produzierte Aronson eine Serie von Kurzfilmen über die Non-Profit-Organisation Harmony Project, die ärmeren Jugendlichen kostenlosen Musikunterricht und Instrumente anbietet. Dies inspirierte ihn, in Hudson, New York, das Harmony Project Hudson ins Leben zu rufen.
In Orchester im Exil erforschte Aronson die Geschichte von Bronisław Huberman, der in den 1930er Jahren das Palestine Symphony Orchestra gründete, für das er viele jüdische Musiker verpflichtete und dadurch vor dem Holocaust bewahrte. Gemeinsam mit Denise George schrieb Aronson 2016 auch ein Buch über die Geschichte des Orchesters.
Mit dem 2016 veröffentlichten Talent Has Hunger entstand ein Dokumentarfilm über die musikalische Ausbildung von Kindern, für den Aronson über sieben Jahre den Cellolehrers Paul Katz begleitete. 2019 erschien der Film To Be of Service, in dem Aronson Veteranen mit posttraumatischen Belastungsstörungen begleitete, die mittels ihrer Diensthunde wieder zu einem möglichst normalen Leben zurückkehren konnten.
Er ist Mitglied der Directors Guild of America.
Aronson ist mit der Violinistin Maria Bachmann verheiratet und lebt in New York City. Gemeinsam mit seiner Frau gründete er 2002 in Telluride, Colorado, das Kammermusikfestival Telluride Musicfest. Als Konzertpianist tritt er regelmäßig mit seiner Frau auf.

## Filmografie
- 1996: Trials of Tammy B. (Fernsehkurzfilm; Regie)
- 2000: Sound and Fury (Regie, Executive Producer)
- 2004: The Opposite Sex: Rene’s Story (Regie)
- 2004: The Opposite Sex: Jamie’s Story (Regie)
- 2004: Feelin’ No Pain (Regie, Produzent, Kamera)
- 2006: Beautiful Daughters (Regie, Produzent, Kamera)
- 2006: Bullrider (Regie)
- 2006: Sound and Fury: Six Years Later (Regie, Produzent, Kamera)
- 2007: American Experience (Dokumentarserie, Episode 19x14; Kamera)
- 2008: Playing for Real (Regie, Produzent)
- 2009: A Sea Change (Kamera)
- 2012: Orchester im Exil (Orchestra of Exiles; Regie, Drehbuch, Produzent, zusätzliche Kamera)
- 2014: Andrew and Wendy (Regie, Story, Produzent, Kamera)
- 2016: Talent Has Hunger (Regie, Produzent, Kamera)
- 2019: To Be of Service (Regie, Drehbuch, Produzent)
- 2023: Aris Demetrios: Sculpture from the Heart (Regie, Produzent)

## Schrift
- mit Denise George: Orchestra of Exiles: The Story of Bronislaw Huberman, the Israel Philharmonic, and the One Thousand Jews He Saved from Nazi Horrors. Berkley Books, New York, 2016, ISBN 978-0-425-28121-5.